# Ulderico Tenderini
Ulderico Tenderini y Vacca (Carrara, 1831 - Chorrillos, 1899) noble, marmolista, escultor, bombero y filántropo Italiano radicado en el balneario de San Pedro de los Chorrillos de la ciudad de Lima.

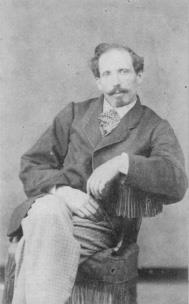
Ulderico Tenderini

## Biografía
Ulderico Tenderini  nació en Carrara, un pueblo de Toscana, Italia, hijo del Conde Giovanni Bautista y Zenobia Tenderini. Al igual que el resto de su familia, se dedicó desde muy joven al trabajo en mármol de Carrara.
En 1856, viajó a Chile, por razones que se desconocen, junto a su madre y su hermano Germán Tenderini (quien luego fuese primer mártir del Cuerpo de Bomberos de Santiago)  llegando al puerto de Valparaíso.
Establecido en Lima, inaugura su establecimiento en 1860 en la calle Zarate con un lote de obras ejemplares  importadas de mármol
Fue uno de los fundadores de la “Pompa Roma N° 1” de Lima el 15 de abril de 1866, siendo nombrado sargento de bombas. 
El 9 de octubre de 1872, junto con otros miembros de la colectividad italiana funda la °Pompa Garibaldi N° 1” en el balneario de Chorrillos, de la ciudad de Lima, en donde es elegido su primer comandante
En diciembre del 1880 acogió en su residencia que sirvió como cuartel provisional de las compañías de bomberos “Garibaldi” y “Municipal Lima”, a todos los italianos residentes en el distrito que buscaran refugio, ondeando el pabellón del Reino de Italia.
El 13 de enero de 1881, finalizada la Batalla de San Juan y Chorrillos, su rancho, al igual que muchas residencias en el balneario de Chorrillo es saqueado e incendiado. Ese mismo año es nombrado síndico del distrito trabajando junto al alcalde Manuel Yrigoyen Arias, y a otros síndicos como Felipe Varela y Valle, Gustavo Heudebert, Rafael Canevaro, Juan Ignacio Elguera y José Albarracín en la reconstrucción del distrito. 
Dado que el 13 de enero de 1881, durante el saqueo del Chorrillos, la "Pompa Garibaldi”, de la cual era su comandnate, había sufrido la pérdida de 13 de sus miembros en manos de la escuadra chilena (conocidos como "Los trece Garibaldinos"), siendo quemado todo su material y su cuartel incendiado, entrando en receso por cerca de 12 años, es asi que Tenderini lidera su reorganización el 13 de febrero de 1893,  siendo elegido nuevamente su comandante, cargo que ejercería hasta 1896.  
Fallece el 2 de octubre de 1899 siendo sus restos sepultado en el Cementerio Presbítero Maestro en Lima hasta el 2 de octubre de 1999, año en que, por motivo del centenario de su fallecimiento es trasladado al mausoleo de la Compañía Italiana de Bomberos Voluntarios ”Garibaldi 6” en el Cementerio Municipal de Chorrillos. 

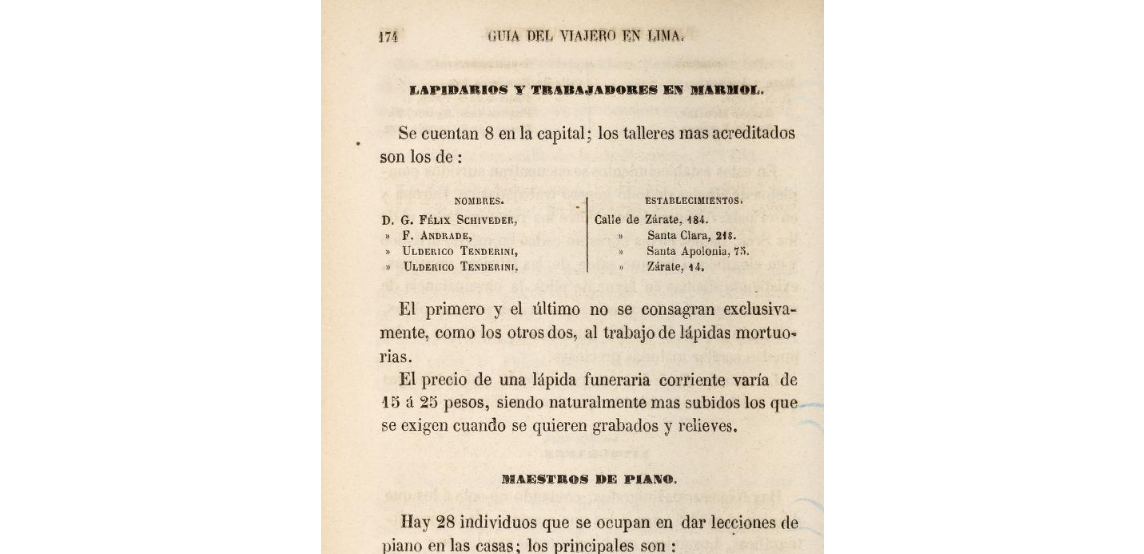
Letrero usado en la marmoleria de Tenderini en la calle Zavala

## Obras
En 1863 presenta un proyecto para el empedrado de la plaza principal de la ciudad de Lima, aunque al final es desechado 1
En 1866 es contratado por el club el Porvenir de Piura para la creación de un monumento para el coronel Gálvez 2
Existe en el Cementero General de Miraflores de la  ciudad de Trujillo, un templete de Alfonso Gonzáles Sáenz de Tejada,  quien fuera director de ese cementerio, de 1866, obra atribuida al taller de Ulderico Tenderini 3
En 1867 logra un contrato para la creación de una pila en la ciudad de Huaraz 
En 1868 el Ministerio de Gobierno, Policía y Obras Públicas ordena que se abonen 1,150 soles a Ulderico Tenderini, a cuenta de un busto de Ramón Castilla a colocarse en la Plaza de Chorrillos 4  se ordenaria poco después dos estatuas y cuatro pedestales de mármol colocados en la misma plaza por el valor de 1,760 soles 5.
En 1869 dona al municipio del Callao el busto de José Gálvez Egúsquiza, héroe de la Combate del 2 de Mayo 6
El 10 de octubre de 1891 es contratado por el gobierno peruano para esculpir un obelisco para homenajear a las víctimas de la guerra, “cuyos retratos debían esculpirse en los cuatro lados del basamento y las cuatro caras del obelisco; además de inscribirse los treinta nombres de los más destacados militares y altos funcionarios fallecidos”  por la suma de 17.867,53 libras 7 y 8

### Su obra en el Cementerio Presbítero Maestro
El cementerio Presbitero Maestro acoge una gran cantidad de obras creadas en su gran mayotia para familias acaudaladas de Lima, entre las principales se encuentran:
·        Pedestal. Monumento a Manuel Villarán y Barrena
·        Pedestal. Monumento a la familia Sotomayor
·        Pedestal. Monumento a María Gálvez
·        Pedestal. Monumento a Manuel Villarán y Gonzales
·        La Caridad. Monumento a Clodomira M. de Cisneros
·        Monumento al general Manuel Layseca
·        Monumento al coronel José Antonio Lezama
·        Ángel. Monumento a Cayetano Heredia
·        Templete. Monumento a Pedro Sayán
·        José Gálvez Egúsquiza. Mausoleo
·        Doliente. Monumento a Colombo Boni
·        Ángel. Monumento al doctor Guillermo Seoane
·        Ángel. Mausoleo de La Rosa y Taramona
·        Pedestal. Cripta de la familia de Aurelio Rodrigo
·        Ángel. Monumento a José Prefumo
·        Templete. Monumento a Juan de Ugarte
·        Monumento al mariscal Miguel San Román
·        La Esperanza. Monumento a Leonardo Pomar
·        Templete: Psique. Monumento de Benito Argüelles
·        La Esperanza. Monumento de Juan de Dios Carrillo
·        La Caridad. Monumento a Andrea Delgado viuda de Fuentes
·        La Esperanza. Cripta de la familia Carrillo de Albornoz
·        Doliente. Monumento a Benigno Gonzalez Vigil
·        La Caridad. Monumento a Justo Lostanau
·        Templete. Monumento y cripta a la familia Derteano
·        Pináculo. Monumento a Juan Berninzoni
·        Pedestal. Monumento a Toribia Tena de Guevara
·        Columna en memoria de Antonio Alarco. Monumento
·        Ángel. Monumento a Salvador Soyer
·        Templete. Cripta de Francisco Calderón
·        Templete y busto de Pedro Denegri. Monumento
·        Templete: Psique. Cripta de Carmen Maldonado de García
·        Ángel de la guarda. Monumento a Antonio San Miguel
·        Templete: figura masculina. Cripta de la familia Canaval
·        Ángel. Monumento a Emilia Ysabel Elías y Eléspuru
·        Pedestal. Tumba de José María Galdeano y Mendoza

## Homenajes
Tanto la quebrada, ubicada a metros de la que fuera  su residencia en el balneario de Chorrillos, así como el puente que la atraviesa llevan su nombre en honor a este noble Italiano, 